# Asesinato en el Nilo
Asesinato en el Nilo es una obra de teatro de 1944, perteneciente al género policial, escrita por la novelista de crimen y misterio Agatha Christie, y basada en su novela Muerte en el Nilo, de 1937.

## Antecedentes
La obra está basada en su novela de 1937 Muerte en el Nilo, que comenzó siendo una obra de teatro a la que Christie llamó Moon on the Nile. Una vez terminada, la autora decidió que sería mejor publicarla en forma de novela, y no fue hasta 1942 que se dispuso a utilizar la obra, mientras adaptaba su novela Diez negritos para los escenarios y su actor amigo Francis L. Sullivan buscaba una obra que protagonizase Hércules Poirot. Para disgusto de su compañero, Christie decidió excluir a Poirot del drama, pero prometió a su amigo que crearía dentro de la obra a un canónigo para que él pudiese interpretar.
Una vez conseguido el respaldo financiero necesario, los ensayos comenzaron en enero de 1944 en Dundee, a los que Christie se unió muy entusiasmada, ya que ahora se encontraba muy a gusto con el teatro y con toda la gente que lo componía. La obra se estrenó el 17 de enero en el Dundee Repertory Theatre  con un título diferente, Hidden Horizon (Horizonte Escondido) . 
La obra, con el nombre Murder on the Nile (Asesinato en el Nilo), finalmente se estrenó en el West End el 19 de marzo de 1946, en el Ambassadors Theatre, donde seis años más tarde también empezaría a representarse su obra de teatro más famosa, La ratonera. Para ese entonces, Sullivan ya no se encontraba dentro del elenco.
En la obra aparecen pocos personajes, muchos derivados de los personajes del libro; Marie Van Schuyler y Mrs. Allerton son combinados en el personaje de Helen ffoliot-ffoulkes, mientras que Cornelia Robson y Miss Bowers se convirtieron en Christina Grant. William Smith resulta la unión de Mr. Fanthorp y Mr. Ferguson; los personajes de Hércules Poirot, Coronel Race y Andrew Pennington se convierten en el canónigo Ambrose Pennefather. Además el apellido de Simon Doyle cambia a Mostyn, Linnet Ridgeway es ahora Katy, y Jacqueline de Bellefort se convierte en Jacqueline de Severac. Los personajes eliminados son Salome y Rosalie Otterbourne, Signor Richetti, Mr. Y Tim Allerton, Fleetwood y Joanna Southwood. El personaje de Lord Windelsham no aparece, pero es mencionado por Miss ffoliot-ffoulkes bajo el nombre de Lord Edgbaston.

## Escenas
Acto 1: En el barco a vapor Lotus, atardecer.
Acto 2

Escena 1: El mismo; tres días después.

Escena 2: El mismo; cinco minutos después.
Acto 3: El mismo; la mañana siguiente.

## Personajes
Los personajes en Asesinato en el Nilo son los siguientes:
- Beadsellers, vendedores molestos tratando de conseguir un dinero
- Steward, el jefe de camareros
- Helen ffoliot-ffoulkes, una millonaria un tanto arrogante
- William Smith, un "niño" bromista
- Louise, la criada de Kay
- Dr. Bessner, un médico del campo al que el padre de Kay arruinó
- Kay Ridgeway-Mostyn, la supuesta mujer más rica de Inglaterra
- Simon Mostyn, su marido
- Canónigo Ambrose Pennefather, tío de Kay
- Jacqueline de Severac, ex-mejor amiga de Kay, y ex-prometida de Simon.
- McNaught, el capitán del Lotus